# Othmar Schneider
Othmar Schneider   (Lech, 27 d'agost de 1928 - Götzis, 25 de desembre de 2012) fou un esquiador alpí austríac que va competir durant la dècada de 1950.
El 1952 va prendre part en els Jocs Olímpics d'Hivern d'Oslo, on va disputar dues proves del programa d'esquí alpí. Guanyà la medalla d'or en l'eslàlom i la de plata en el descens. Quatre anys més tard, als Jocs de Cortina d'Ampezzo, fou dotzè en l'eslàlom. A la fi d'aquells segons Jocs passà a competir com a professional.
Una vegada deixà l'esquí se centrà en el tir, esport en què guanyà 34 títols nacions, 17 d'individuals. També guanyà una medalla de bronze per equips al Campionat del Món de pistola lliure de 1974. El passat professional en esquí impedí que pogués disputar uns tercers Jocs Olímpics en aquest esport.